# Gerold Fussenegger
Gerold Fussenegger OFM, (* 11. Dezember 1901 in Dornbirn als Josef Fussenegger; † 22. April 1965 in Innsbruck) war ein österreichischer Franziskaner, Priester und Kirchenhistoriker.

## Leben und Werk
Josef Fussenegger wuchs in einer einfachen katholischen Familie in Dornbirn auf. Mit 11 Jahren kam er auf das Gymnasium der Franziskaner in Hall. Am 26. Juli 1917 trat er in Pupping in den Orden ein und erhielt den Ordensnamen Gerold. Am 13. Juli 1924 erhielt Gerold Fussenegger durch Weihbischof Anton Keil die Priesterweihe.
Es folgte eine wissenschaftliche Ausbildung in Rom. Von 1930 bis 1933 wirkte er am Collegio di San Bonaventura, der Ordenshochschule des Franziskanerordens in Quaracchi bei Florenz. Von 1933 bis 1950 war Fussenegger Lector Generalis der Kirchengeschichte an der Hochschule der österreichischen Franziskanerprovinz in Schwaz. Von 1950 bis 1961 arbeitete er wieder am Gelehrtenkolleg in Quaracchi.
Gerold Fussenegger verfasste zahlreiche Arbeiten zur mittelalterlichen Ordensgeschichte. Er schrieb die Geschichte des ehemaligen Franziskanerinnen- und heutigen Dominikanerinnenklosters Thalbach bei Bregenz. Er verfasste die Pfarrchronik für Hart im Zillertal (Manuskript). Er schrieb um die 130 Artikel für die 2. Auflage des Lexikon für Theologie und Kirche. Darüber hinaus verfasste er Aufsätze in den Tiroler Heimatblättern über den Schlern und die Dolomiten.
Fussenegger erkrankte 1961 schwer und lebte seitdem ständig unter ärztlicher Kontrolle. Seine Arbeitskraft hatte die Erkrankung nicht gebrochen und er schonte sich diesbezüglich nicht. Am 4. April 1966 erlitt er eine Lungenembolie. Er wurde in eine Klinik nach Innsbruck gebracht und erholte sich zunächst. Am 22. April 1966 erlag er seinem Leiden.